# Lange Platform
Lange Platform är en platå i Antarktis. Den ligger i Östantarktis. Norge gör anspråk på området.